# آغيي أنارغيري
آغيي أنارغيري: (باليونانية:Άγιοι Ανάργυροι )، (بالإنجليزية: Agioi Anargyroi)، مدينة يونانية ومركز لبلدية تقع في جنوب وسط البلاد وهي تقع ضمن مقاطعة غرب أثينا التي تتبع إدارياً لإقليم آتيكا الإداري.

## الموقع والسكان
تشكل المدينة إحدى الضواحي الشمالية للعاصمة اليونانية إذ تبعد مسافة (4) كم عن مركز أثينا، وترتبط أراضي البلديتين سويةً من جهة الجنوب الشرقي.
تحدها من الغرب بلديتي إيليو وَ كاماتيرو، من الشمال أخارنيس، من الشرق نيا خالكيذونا وَ نيا فيلاذلفيا ومن الجنوب مدينة بيريستيري، تقع المدينة على طريق كيفيسيو الذي يربطها مباشرة مع الطريق الوطني السريع GR-1/E-75.
يبلغ عدد سكان المدينة حوالي (75) ألف نسمة (تعداد عام 2001).

## التسمية والتاريخ
يعني اسم المدينة في الغة اليونانية (المتطوعون المقدسون)، وذلك من آغيي (Άγιοι=Agioi) وتعني (مقدسون أو قديسون) وَ أنارغيري (Ανάργυροι=Anargyroi) وتعني (متطوع). وتعود هذه التسمية إلى القديسين كوزماس وَداميانوس (Cosmas and Damian) وهما بحسب التقليد المسيحي قديسان سوريان توأم اشتهرا بعلاج زشفاء المرضى، وكانا لا يأخذان أية أجور لقاء أعنالهما، وقد تمت ملاحقتهما ثم قتلهما في سوريا في عهد الإميراطور الروماني ديوكليتيانوس.
بدأ تاريخ المدينة عام (1923) م. عندما بنت السلطات المنطقة مخيماً للاجئي آسيا الصغرى اليونانيين، الذين هجروا بعد الحرب اليونانية التركية، ثم تم استبدال هذا المخيم بأحياء سكنية جديدة بين عامي (1927-1936).

## متفرقات
- أهم نادي كرة قدم في المدينة هو أف سي آغيي أنارغيري
- تتألف المدينة بشكل رئيسي من مناطق سكنية، مقسمة على ثلاثة قطاعات، وتوجد فيها أيضاً معكسر تابع للجيش اليوناني، ومنطقة تفرع شبكة السكك الحديدية المتجهة إلى أثينا.

## توأمة
لآغيي أنارغيري اتفاقيات توأمة مع كل من:
- ألبيروبيلو (26 مايو 1997 - )
- Lysi [الإنجليزية]‏ (28 أكتوبر 1996 - 2011)[2]

## وصلات خارجية
- موقع المدينة الرسمي